# داماريس
داماريس (بالإسبانية: Damaris)‏ هي ملحنة ومغنية بيروفية، ولدت في 26 يناير 1986 في وانكاشو في بيرو.

## وصلات خارجية
- داماريس على موقع ميوزك برينز (الإنجليزية)
- داماريس على موقع ديسكوغز (الإنجليزية)